# Weiße Weihnachten (Film)
Weiße Weihnachten (Originaltitel: White Christmas) ist ein US-amerikanisches Filmmusical aus dem Jahr 1954 in Technicolor. In diesem Film singt Bing Crosby neuerlich das bekannte Weihnachtslied White Christmas.

## Handlung
Die zwei Freunde Bob Wallace und Phil Davis sind 1944 während des Zweiten Weltkriegs in Europa stationiert. Während einer Weihnachtsfeier für die Soldaten singt Bob das Lied White Christmas. Kurz nach der Feier wird das Lager angegriffen; Phil zieht Bob von einer umstürzenden Mauer weg und rettet ihm so das Leben.
Nach dem Krieg treten beide am Broadway auf; Phil zeigt sich bemüht, seinen Freund Bob mit einer Frau zu verkuppeln. Eines Tages bekommen sie einen Brief von Sergeant Haynes, der sie bittet, sich eine Lieddarbietung seiner beiden Schwestern Betty und Judy anzuhören. Nach der Aufführung enthüllt Betty, dass der Brief in Wahrheit von Judy geschrieben wurde. Als den Schwestern die Verhaftung droht, weil ihnen Sachbeschädigung vorgeworfen wird, verhelfen Bob und Phil ihnen zur Flucht.
Zu viert reisen sie nach Vermont zum nächsten Engagement der Haynes-Schwestern. Das hiesige Hotel wird von Bobs und Phils früherem Vorgesetzten, Generalmajor Tom Waverly, geleitet. Die Geschäfte laufen jedoch schlecht, da der Winter ausbleibt. Kurzerhand entschließen sich Bob und Phil, eine Revue auf die Beine zu stellen; Bob und Betty kommen sich näher. 
Waverly will indessen zurück zur Armee; sein Gesuch wird jedoch wegen seines Alters abgelehnt. Bob telefoniert nach New York, da er mit der Revue ins Fernsehen will. Betty reagiert empört, da Bob die Revue anscheinend nur für seine Karriere organisiert. Nach Judys Meinung ist Betty auf dem besten Wege, sich in Bob zu verlieben; da diese nur heiraten will, wenn Judy verheiratet ist, verlobt sich Judy zum Schein mit Phil. Doch Betty reist nach New York ab, um dort ein Engagement anzunehmen. Bob reist ihr hinterher und bittet sie vergeblich, zurückzukommen. Im Fernsehen bittet Bob Generalmajor Waverlys alte Kameraden, an Heiligabend zur Revue nach Vermont zu kommen. Von seinem Aufruf gerührt, reist Betty zurück nach Vermont zur Revue. Waverlys Kameraden bereiten ihrem Generalmajor eine rührende Begrüßung, an diesem Abend fällt der ersehnte Schnee. Bob und Betty werden ein Paar, ebenso wie  Phil und Judy.

## Hintergrund
Das titelgebende Lied White Christmas hatte Irving Berlin bereits 1940 komponiert. 1942 wurde es schon einmal für den Soundtrack des Schwarz-Weiß-Films Musik, Musik (Holiday Inn) verwendet; die dort ebenfalls von Bing Crosby gesungene Aufnahme hatte bei der Oscarverleihung 1943 den Preis für den besten Filmsong gewonnen.
Es ist der erste im VistaVision-Breitwandformat gedrehte Film. Der Ton wurde im Perspecta-Verfahren aufgezeichnet, einer billigen Alternative zum Stereo-Ton.

## Kritiken
„Ein sentimental-anspruchsloser Unterhaltungsfilm, reizvoll vor allem durch die Melodien von Irving Berlin und die choreografisch, tänzerisch und musikalisch perfekten Revueszenen. Eine Variation des Films Musik, Musik aus dem Jahr 1942, erneut um den Erfolgsschlager White Christmas herumgestrickt.“

## Auszeichnungen
1955 wurde Irving Berlin für das Lied Count Your Blessings Instead of Sheep in der Kategorie Bester Song für den Oscar nominiert.